# アイガー北壁
『アイガー北壁』（アイガーほくへき、独: Nordwand）は、2008年のドイツ映画。アイガー北壁の初登攀競争をめぐる実話に基づいている。

## ストーリー
1936年ベルリンオリンピック直前の夏、ナチスは国威発揚のため、3970メートルのアイガー北壁のドイツ人による初登攀を強く望み、成功者にはオリンピック金メダルの授与を約束する。著名になっていたドイツ人で山岳猟兵のトニー・クルツとアンディ・ヒンターシュトイサーは世間の盛り上がりに戸惑いながらも「殺人の壁」と恐れられている北壁への挑戦を決意する。7月14日、麓には初登攀を目指す各国からの登山家や、世紀の瞬間を見届けようとする報道関係者、見物客が集まる。トニーの幼馴染みでかつての恋人、今はベルリン新聞社の記者をしているルイーゼ・フェルナーの姿もあった。7月18日、絶好のコンディションと判断したトニーとアンディは登攀を開始。彼らのすぐ後をオーストリア隊のヴィリー・アンゲラーとエディ・ライナーが追う。だが、間隔を空けずに登っていたために、ヴィリーが落石に遭い、重傷を負ってしまう。その晩、4人は高度3100メートル地点で1回目のビバーク。驚くべき快進撃に山麓の宿泊客たちは明日にでも初登攀達成かと期待に胸を膨らませる。7月19日、夕方には高度3350メートルに達するが、ヴィリーは既に登ることが無理な容態になっていた。2回目のビバークを経て、4人は登攀中止を決定。ヴィリーをザイルで下ろしながら、下山を始める。7月20日。天候が急激に悪化、3回目のビバーク。7月21日、下山途中の彼らに、突然雪崩が押し寄せる。エディは岩壁に頭を強く打ちつけて即死、アンディとヴィリーも宙に吊り下げられた状態で気を失ってしまう。朦朧とする意識の中、アンディはトニーを守るために自らザイルを切断し、ヴィリーと共に麓へ落下していった。一人残されたトニーもザイルが尽き体力も限界を迎えて動けなくなってしまう。そこに救助隊が駆け付けるが、悪天候の為にトニーに近付けない。7月22日、ようやく回復した天候を受けて救出が本格化するも、カラビナにザイルの結び目が引っ掛かってトニーは降りる事ができない。トニーにそれを解く力は最早無く、救助隊の目前で｢寒い...｣と言い残して力尽きる。アイガー北壁の初登攀は、2年後の1938年にアンデルル・ヘックマイヤーとルードヴィッヒ・フェルクのドイツ隊、ハインリッヒ・ハラーとフリッツ・カスパレクのオーストリア隊の4人によって達成された。

## キャスト
| 役名                           | 俳優                                 | 日本語吹替                                      |
| 役名                           | 俳優                                 | BSテレ東版                                      |
| ------------------------------ | ------------------------------------ | ----------------------------------------------- |
| トニー・クルツ                 | ベンノ・フユルマン                   | 東地宏樹                                        |
| ルイーゼ・フェルトナー         | ヨハンナ・ヴォカレク                 | 小林沙苗                                        |
| アンディ・ヒンターシュトイサー | フロリアン・ルーカス                 | 浪川大輔                                        |
| ヴィリー・アンゲラー           | ジーモン・シュヴァルツ               | 鈴木琢磨                                        |
| エディ・ライナー               | ゲオルク・フリードリヒ               | 多田野曜平                                      |
| ヘンリー・アーラウ             | ウルリッヒ・トゥクル                 | 堀内賢雄                                        |
| エミール・ランダウア           | エルウィン・スタインハウアー         | 石田圭祐                                        |
| アルベルト・フォン・アルメン   | ブランコ・サマロフスキー             | 関輝雄                                          |
| エリザベス・ランダウア         | ペトラ・モルゼ                       | 小林優子                                        |
| ハンス・シュルネッガー         | ハンスペーター・ミュラー＝ドロサート | 浦山迅                                          |
| アドルフ・ルビ                 | ピーター・ズムシュタイン             | 佐々木啓夫                                      |
| クリスティアン・ルビ           | マルティン・シック                   | 白石兼斗                                        |
| トニーの祖母                   | エルニ・マンゴールド                 | 小若和郁那                                      |
| トニーの祖父                   | ヨハネス・サンハイザー               | 吉富英治                                        |
| ホテルの支配人                 | アルンド・シムカット                 | 坂口候一                                        |
| ヘンツェ（新聞社のデスク）     | マーティン・ブランバッハ             | 山岸治雄                                        |
| シュピース                     | ペーター・フェルバー                 | 魚建                                            |
| エルベルガー                   |                                      | 内野孝聡                                        |
| パブ客女                       |                                      | 東内マリ子                                      |
| 見物人男                       |                                      | 堀総士郎                                        |
|                                |                                      |                                                 |
| 演出                           | 演出                                 | 神本忠弘                                        |
| 翻訳                           | 翻訳                                 | 尾山恵美                                        |
| プロデューサー                 | プロデューサー                       | 久保一郎                                        |
| 日本語版制作                   | 日本語版制作                         | BSテレビ東京 HALF H・P STUDIO                   |
| 初回放送                       | 初回放送                             | 2020年9月16日 『シネマクラッシュ』 19:55〜21:54 |

## 映像ソフト化
- 日本ではDVDが2010年9月21日に発売された。